# 鎖定鉗

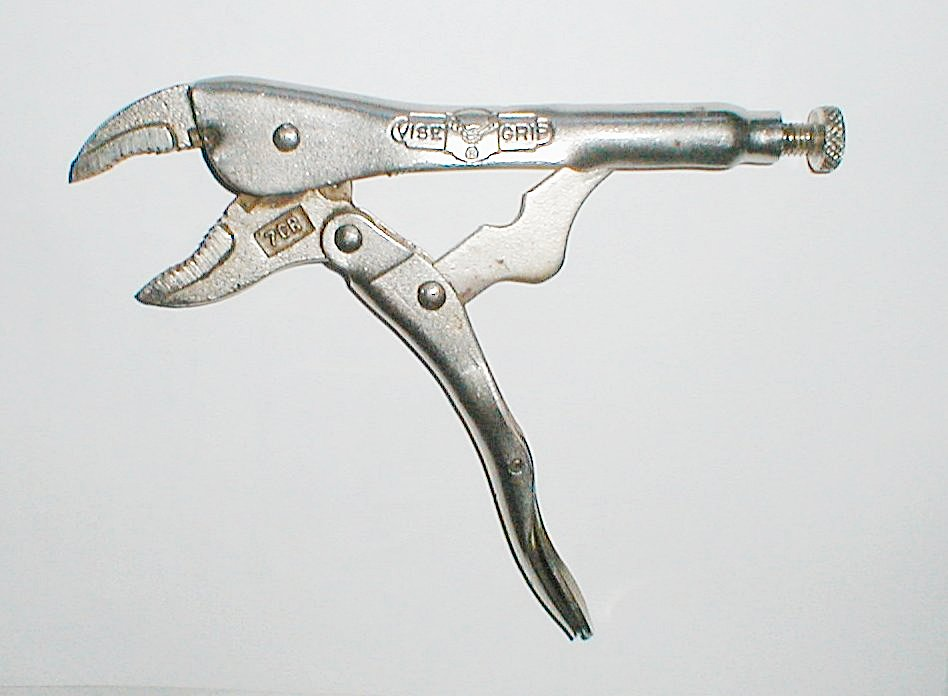
鎖定鉗

鎖定鉗是可以使用偏心動作鎖定到位的鉗子。手柄的一側包括用於調節鉗口間距的螺栓，手柄的另一側（特別是在較大型號中）通常包括用於將手柄的兩側推開以解鎖鉗子的槓桿。鎖定鉗有多種不同的配置，例如針頭鎖定鉗，鎖定扳手，鎖定夾和各種形狀，以固定金屬零件進行焊接。 它們也有多種尺寸。

## 運行
螺栓用於將鉗口設置為略小於要抓握的尺寸，然後在夾緊的物體上閉合鉗口。由於槓桿作用，鉗口僅輕微移動但力量很大。
鎖緊鉗有四個優點：
- 它們的槓桿作用比普通鉗子強，因此它們可以施加更大的力。
- 儘管它們可以施加更大的力，但它們是以非常可控的方式進行的，這是因為鉗口永遠不會超出設定點。
- 關閉點及其上可以精確控制施加在被抓物體上的力。
- 當它們關閉時，它們會在沒有用戶干預的情況下自行關閉。

## 外部連結
- History of the Vise-Grip （页面存档备份，存于）
- "New Tool Is Both Pliers And Wrench" Popular Science, December 1935, middle of page 42
- "Wrench With Vise Like Grip Keeps Work From Slipping" Popular Mechanics, September 1935 middle-left of pg. 326